# ロバート・ワイマント
ロバート・ワイマント（Robert Whymant, 1944年11月29日 - 2004年12月26日）は、イギリスの作家、記者。記者時代はガーディアン、タイムズ及びデイリー・テレグラフで勤務していた。
ロンドン北部近郊のルートンで生まれ、ケンブリッジ大学で東洋言語学を研究している。ワイマントは日本に渡り、1972年よりいくつかの英文新聞紙に寄稿を始めた。オーストラリアの新聞にも寄稿し、また東京の早稲田大学で講師として講義も行っていた。
1996年、約20年かけドイツ人のスパイだったリヒャルト・ゾルゲ研究調査により、評伝著作Stalin’s Spy: Richard Sorge and the Tokyo Ringを著した。
ワイマントは、ヴァカンスでスリランカで滞在時の2004年12月26日に、スマトラ島沖地震が発生し大津波にさらわれて亡くなった。

## 著作
- 『ゾルゲ　引裂かれたスパイ』西木正明訳、新潮社、1996年6月。ISBN 4105329014
  - 『ゾルゲ　引裂かれたスパイ』新潮文庫（上・下）、2003年5月。ISBN 4102003118&ISBN 4102003126
- 『私は一流新聞の犬記者：ドッグ・レポーター』編著、加瀬英明訳、講談社、1999年6月。ISBN 4062097524